# Vicia benghalensis var. perennis
Vicia benghalensis subsp. perennis é uma variedade de planta com flor pertencente à família Fabaceae. 
A autoridade científica da variedade é (DC.) Pau, tendo sido publicada em Bol. Soc. Ibér. Ci. Nat. 20: 181 (1922).
Os seus nomes comuns são ervilhaca-purpúrea ou ervilhaca-vermelha.

## Portugal
Trata-se de uma variedade presente no território português, nomeadamente em Portugal Continental e no Arquipélago dos Açores.
Em termos de naturalidade é nativa de Portugal Continental e introduzida no Arquipélago dos Açores.

## Protecção
Não se encontra protegida por legislação portuguesa ou da Comunidade Europeia.